# Wohnhausgruppe Lange Straße
Die Wohnhausgruppe Lange Straße und die denkmalgeschützten Gebäude an der Langen Straße in Berne im Landkreis Wesermarsch stammen aus dem 19. und frühen 20. Jahrhundert.
Aktuell (2023) werden die Gebäude als Wohnhäuser, teils mit Läden, genutzt.
Die Gebäude stehen unter Denkmalschutz (siehe auch Liste der Baudenkmale in Berne).

## Beschreibung
Die denkmalgeschützten, zumeist eingeschossigen Häuser an der Langen Straße bestehen aus:
- Nr. 5: Traufständiges verputztes Wohnhaus aus den 1890er Jahren als sechsachsiges Gebäude mit Drempel, Satteldach, mittigem zweigeschossigen Giebelrisalit mit Eingang, polygonalem eingeschossigen Standerker sowie geschossteilendem Gesims, Kantenquaderung, Fensterrahmungen und Brüstungsfeldern; hier war die Praxis Dr. Heinz Deterin,[2]
- Nr. 7: Giebelständiges Wohnhaus von kurz vor 1910 als geschlämmter Backsteinbau vom Typ Oldenburger Hundehütte mit Drempel, Satteldach, mittigem spitzbogigen Eingang, breiten segmentbogigen Fenstern sowie Kantenlisenen, geschossteilendem Fries (Laufender Hund), Fenster- und Türrahmungen und Bekrönung der mittleren Giebelfenster in Jugendstilformen,[3]
- Nr. 9: Giebelständiges Wohnhaus aus der Mitte des 19. Jahrhunderts als fünfachsiger Putzbau mit Krüppelwalmdach sowie Quaderung, Rustizierung der Eckkanten und der Keilsteine über den Erdgeschossöffnungen sowie Brüstungsfelder im EG,[4]
- Nr. 10: Giebelständiges Wohnhaus aus der 1. Hälfte oder um die Mitte des 19. Jahrhunderts als fünfachsiger Putzbau mit Krüppelwalmdach mit neuerer Schleppgaube, mittigem Eingang und darüber Ladeluke,[5]
- Nr. 11: Nach Abriss eines älteren denkmalgeschützten Wohnhauses wurde hier ein nicht denkmalgeschütztes neues Geschäftshaus mit Flachdach errichtet,
- Nr. 12: Giebelständiges Wohnhaus aus der 1. Hälfte oder um die Mitte des 19. Jahrhunderts als fünfachsiger Putzbau  mit Drempel, Krüppelwalmdach, mittigem Eingang, darüber neueres Fenster statt der früheren Ladeluke und segmentbogige Öffnungen,[6]
- Nr. 13: Giebelständiges Wohnhaus (Eckhaus) aus der 1. Hälfte oder um die Mitte des 19. Jahrhunderts als Putzbau mit Drempel, Krüppelwalmdach mit neuerer Schleppgaube, mittiger Ladeluke im Giebel und sparsamer Putzgliederung,[7]
- Nr. 18: Zweigeschossiges Wohnhaus von um 1895 als Putzbau auf fast quadratischem Grundriss mit flachem Walmdach, mittigem Eingang, rundbogigen Öffnungen im EG und rechteckigen im OG mit eingezogenen Stürzen, im OG in der Mitte Zweifenstergruppe als Blenderker hervortretend, sowie Quaderung im EG, geschossteilendes Gesims, markantes Kranzgesims mit Konsolfries, Brüstungsfelder im EG, am Erker unten Konsolen und oben Zinnen; neuer rückwärtiger Anbau, der seit 2005 und aktuell (2023) durch ein Café genutzt wird,[8][9]
- Nr. 21: Zweigeschossiges giebelständiges Wohn- und Geschäftshaus von um 1900 als verputzter dreiachsiger Backsteinbau mit Halbwalmdach, Ladeneinbau im EG mit Schaufenstern und zwei eisernen Halbsäulen am Eingang mit neuerer Tür, polygonalem Erker im OG rechts, mittiges dominantes Zwerchhaus mit Satteldach sowie geschossteilendes Gesims, markantes Kranzgesims mit Relieffries und Konsolfries, Rustizierung im EG, Kantenquaderung im OG, Fensterrahmungen, Brüstungsreliefs und Ädikulä, Pilaster am Erker und am Zwerchhaus,[10]
- Nr. 74: Traufständiges Wohnhaus von 1907 als Putzbau vom Typ Oldenburger Hundehütte mit Drempel, Satteldach, Ladeluke im Südgiebel mit erhaltener Aufhängung des Lastenaufzugs sowie Kantenquaderung, geschossteilendem Gesims, Fensterrahmungen, alter Haustür und erhaltenen Teilen der Innenausstattung; erbaut zusammen mit dem Gebäude der Motormühle Berne (heute Kulturmühle) als Wohnhaus des Müllers.[11]

Das Landesdenkmalamt befand: „… geschichtliche Bedeutung … .“